# Hendrik Casimir
Hendrik Brugt Gerhard Casimir (15. července 1909 – 4. května 2000) byl nizozemský fyzik.
Narodil se v holandském Haagu, podobně jako jeho slavný předchůdce Christiaan Huygens. Studoval na Leidenské univerzitě pod vedením Paula Ehrenfesta a v roce 1931 získal titul Ph.D. Pracoval také s Wolfgangem Paulim v ETH Zürich.
Ve výzkumných laboratořích firmy Philips v roce 1948 Casimir předpověděl kvantový jev mezi dvěma vodivými deskami ve vakuu, známý jako Casimirův jev.